# Berkay Yılmaz
Berkay Yılmaz (* 25. Februar 2005 in Singen) ist ein türkisch-deutscher Fußballspieler.

## Karriere

### Verein
Nach seinen Anfängen in der Jugend des DJK Singen, des FC Schaffhausen und des FC Radolfzell wechselte er im Sommer 2020 in die Jugendabteilung des SC Freiburg. Für seinen Verein kam er zu 12 Spielen in der B-Junioren-Bundesliga und 20 Spielen in der A-Junioren-Bundesliga, bei denen ihm insgesamt fünf Tore gelangen. Yılmaz kam dort auch zu seinem ersten Einsatz im Profibereich in der 3. Liga für die zweite Mannschaft seines Vereins, als er am 12. November 2023, dem 15. Spieltag, beim 2:2-Heimunentschieden gegen Preußen Münster in der 46. Spielminute für Pascal Fallmann eingewechselt wurde.
Im Sommer 2024 unterschrieb Yılmaz einen Profivertrag und wechselte anschließend per Leihe zum Zweitligisten 1. FC Nürnberg.

### Nationalmannschaft
Yılmaz bestritt seit November 2021 bis jetzt insgesamt 28 Spiele für die Juniorenmannschaften des türkischen Fußballverbandes.

## Erfolge
- Finalist im DFB-Pokal der Junioren 2023/24